# Cmentarz żydowski w Lublińcu

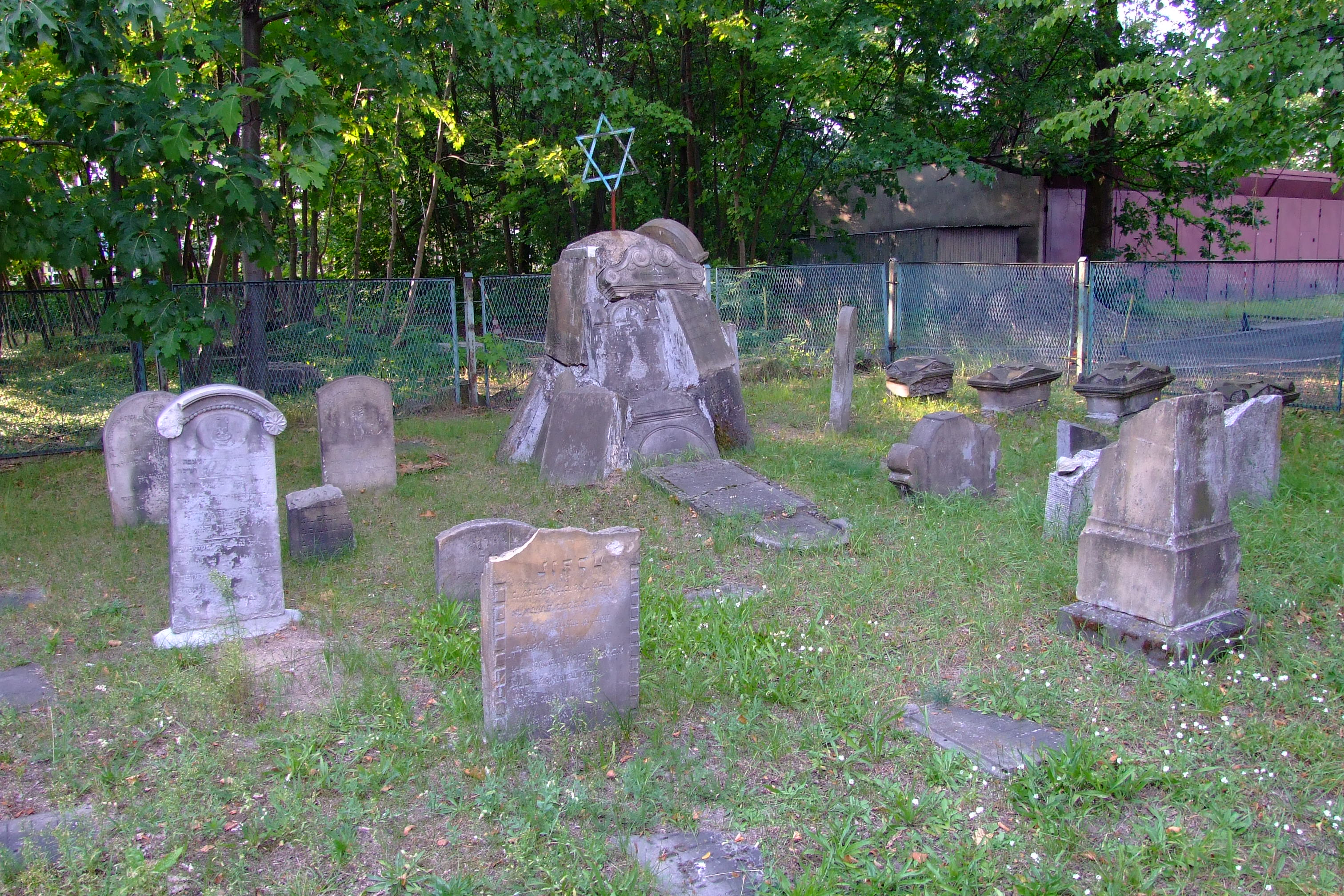
Lapidarium

Cmentarz żydowski w Lublińcu – kirkut w Lublińcu położony przy ulicy 11 Listopada.
Kirkut ten został założony w 1845 i funkcjonował do 1939 r. Teren pod cmentarz został nabyty 28 maja 1845 r. za 20 talarów. Początkowe wymiary cmentarza to 15 × 12 prętów, a w 1865 r. został on poszerzony o kolejne 118 prętów kwadratowych. Cmentarz ma powierzchnię 0,15 ha.
Na terenie cmentarza powstał istniejący do dzisiaj budynek, w którym mieściły się kostnica, kaplica, pomieszczenie rytualnych obmywań oraz mieszkanie grabarza.
Teren cmentarza otoczono murem z czerwonej cegły z dwiema bramami także istniejącymi do dnia dzisiejszego, gdzie jedna przeznaczona była do wprowadzania zwłok do pomieszczeń sakralnych natomiast drugą uczestnicy ceremonii pogrzebowych opuszczali cmentarz. Cmentarz podzielono na trzy parcele, bowiem osobno chowano dzieci, dostojników żydowskich i pozostałych.

W przeciągu 100 lat istnienia cmentarza pochowano tutaj 1117 zmarłych wyznania Mojżeszowego. Wśród nich spoczywali dziadkowie Edyty Stein: Adelajda Courant z d. Buchard (+ 1883) oraz Salomon Courant (+ 1898), także starsi bracia Edyty: Emst (urodzony w 1890 r. w Gliwicach, zmarły w 1892 r. w Lublińcu) i Richard (zmarły w 1887 r. w wieku 7 dnia).
Po II wojnie światowej cmentarz został zdewastowany. Od 1970 mieści się na jego terenie ośrodek nauki jazdy Ligi Obrony Kraju. Wydzielono specjalne miejsce na lapidarium z ocalałych macew i obelisku z gwiazdą Dawida.